# Машинне кування
Машинне кування — кування, що виконується за допомогою молотів, кувальних машин і пресів. Маса падаючої частини пневматичних молотів коливається від 50 до 1000 кг, має значні переваги перед ручним, оскільки дає змогу виготовляти поковки великої маси в будь-якій кількості і з більш високою точністю.